# Triana (Alenquer)
Triana is een plaats (freguesia) in de Portugese gemeente Alenquer en telt 3 532 inwoners (2001).